# Josefin Asplund
Josefin Asplund (Maria Josefin Asplund, 15 de octubre de 1991) es una actriz sueca, reconocida por interpretar a Pernilla Blomkvist en The Girl with the Dragon Tattoo (2011). Interpreta a uno de los personajes principales en la adaptación cinematográfica (2015) de la novela sueca The Circle. También ha aparecido en algunos episodios de la serie de televisión Vikings.
(2019) Protagonista...basada en la novela 
Sanctuary "El Santuario del Diablo"encarnando a Helen y Siri,dos hermanas gemelas

## Filmografía

### Cine y televisión
| Año       | Título                          | Rol            | Formato      | Notas |
| --------- | ------------------------------- | -------------- | ------------ | ----- |
| 2011      | The Girl with the Dragon Tattoo | Pernilla       | Cine         |       |
| 2012      | Call Girl                       | Sonja          | Cine         |       |
| 2013      | Piska en matta                  | Caroline       | Cortometraje |       |
| 2015      | The Circle                      | Rebecka Mohlin | Cine         |       |
| 2015      | Arne Dahl: Efterskalv           | Molly          | Televisión   |       |
| 2016      | Stödgruppen                     | Felicia        | Cortometraje |       |
| 2016-2018 | Vikings                         | Astrid         | Televisión   |       |

2019 
```
Sanatorio

Siri y Helen
Televisión
```